# Julien Schmutz
Pour les articles homonymes, voir Schmutz (homonymie).
Julien Schmutz est un acteur, metteur en scène et sculpteur suisse, originaire du canton de Fribourg. Billingue français-allemand, il exerce dans les deux langues,,. 

## Biographie
Après avoir débuté des études de droit, il arrête sa formation et part au Canada pour étudier le théâtre. Il est diplômé de l'École nationale de théâtre du Canada à Montréal en 2002,.
Julien Schmutz est marié à la comédienne canadienne d'origine haïtienne Amélie Chérubin-Soulières, avec qui il a deux enfants[réf. nécessaire] et qu'il met en scène dans plusieurs de ses spectacles[source insuffisante]. Il est le neveu[réf. nécessaire] de la metteuse en scène fribourgeoise Gisèle Sallin, avec qui il collabore au début de sa carrière d'acteur. Il a, avec d'autres artistes, « intensément participé au développement du Centre dramatique fribourgeois ». Il travaille essentiellement sur des œuvres francophones. Il contribue notamment à la diffusion, en Suisse, d’œuvres théâtrales canadiennes,,,,.
En 2002, Julien Schmutz entre dans la troupe permanente du Théâtre des Osses à Fribourg.
Depuis 2007, il signe régulièrement les mises en scène pour la compagnie Le Magnifique Théâtre. Il a travaillé notamment avec François Florey, Roger Jendly, Max Jendly (de), Véronique Mermoud et Gisèle Sallin.
Il met en scène tous les genres, du théâtre antique à l'absurde. Il affectionne particulièrement les huis clos et le théâtre anglo-saxon. Il développe une approche collaborative avec les différents intervenants (costumiers, maquilleurs, décorateurs, éclairagiste ...),. Il signe des mises en scènes rythmées, n'hésitant pas à utiliser pour ses pièces des outils numériques, projections, mapping, dessin animé. 
Il est une personnalité de référence[Interprétation personnelle ?] dans le milieu du théâtre suisse romand,[source insuffisante].

## Théâtre

### Acteur
- 2002 : Le cavalier bizarre de Michel de Ghelderode, mise en scène par Gisèle Sallin[27] ; Les muses orphelines de Michel Marc Bouchard[14].
- 2003 : Extermination du peuple ou mon foie n'a pas de sens de Werner Schwab, sous la direction de Gisèle Sallin[28].
- 2003-2004 : Thérèse Raquin d'Émile Zola, mise en scène par Gisèle Sallin, au Théâtre des Osses et part en tournée[29].
- 2009 : Cyrano de Bergerac d'Edmond Rostand, mise en scène de Frédéric Polier, à l'Orangerie, Genève puis tournée[30].
- 2013 : La Scaphandrière de Daniel Danis, mise en scène par Michel Lavoie et part en tournée[31].
- 2017-2019 : Pérô et les Secrets de la nuit de Guus Pensioen (2 ans de tournée en Suisse romande[32], Suisse allemande[3] et Allemagne) et joué en français, en suisse allemand et en allemand.
- 2019 : Gil de Suzanne Lebeau, d'après Quand j'avais cinq ans je m'ai tué, de Howard Buten mis en scène par Michel Lavoie[33].

### Metteur en scène
Il a réalisé plus d'une vingtaine de mises en scène, notamment : 
- 2009 : Les sept jours de Simon Labrosse[12] de Carole Fréchette avec le Magnifique Théâtre ; Logrelet de Suzanne Lebeau[35].
- 2010 : Abraham Lincoln va au théâtre de Larry Tremblay[11]
- 2011 : Peep Show dans les Alpes, de Markus Köbeli pour le théâtre Nuithonie[25].
- 2012 : Novecento, de Alessandro Baricco, avec le Magnifique Théâtre[18] ; L'histoire de l'Oie de Michel Marc Bouchard[13].
- 2013 : L'Iliade, dans laquelle il secoue les codes du théâtre[36].
- 2014-2016 : Douze hommes en colère de Reginald Rose. La pièce, saluée unanimement par la critique, rencontre un franc succès, et tourne à guichets fermés durant deux ans[37],[38].
- 2015 : Silencio de Robert Sandoz pour le théâtre Nuithonie[39].
- 2016 : Welcome to Paradise, pièce bilingue allemand-français sur le thème de la vieillesse[40]. Prix du Jury du deuxième Festival le Printemps des compagnies[41].
- 2017 : La Méthode Grönholm[42],[43], pièce de théâtre de Jordi Galceran[44], avec Le Magnifique Théâtre. Tournée en 2019[45].
- 2018 : Variations sur un Temps, avec le théâtre des Osses, essentiellement avec des acteurs fribourgeois[46],[16].
- 2019 : L'art de la comédie[47],[48] d'Eduardo de Filippo[1],[49], avec le Magnifique Théâtre. La pièce part en tournée en Suisse (Martigny, Monthey, Yverdon et Bienne notamment) et obtient un franc succès[50],[51].
- 2020 : Le traitement de Martin Crimp. La pièce est freinée puis interrompue par la pandémie de coronavirus. Coproduction en 2021 dans une version radiodiffusée[52],[53],[54].
- 2021 : Qui a peur de Virginia Woolf ? d'Edward Albee, avec Le Magnifique Théâtre[55],[56],[20] ; Logrelet de Suzanne Lebeau[15].
- 2022 : Reprise du Traitement de Martin Crimp en mai 2022. La pièce, freinée durant le covid, est re-lancée. Premiers travaux avec de la vidéo en direct[57],[58]. Il fait preuve d'une "virtuosité épatante"[59] en reprenant les codes du théâtre façon « Peter Brook » à la technologie contemporaine[59]. Mise en scène de Le Joker, de Larry Tremblay au Théâtre Nuithonie[60].
- 2023 : Was das Nashorn sah als es auf die andere Seite des Zauns schaute de Jens Raschke[4]; Le bizarre incident du chien pendant la nuit de Mark Haddon, mise en scène signée pour le Théâtre des Osses[7],[23],[61],[62],[63].

## Cinéma
- 2012 : L’Innommable de Rani Gillioz[64]
- 2012 : The Milky Way de Joseph Incardona et Cyril Bron[65]
- 2016 : Tinou de Res Balzli[66]

## Sculpteur
Julien Schmutz réalise des sculptures en acier depuis 2002. Il fond l'acier et réalise des œuvres contemporaines souvent non-figuratives.